# Пулковська обсерваторія
59°46′18″ пн. ш. 30°19′34″ сх. д. / 59.771666666667° пн. ш. 30.326111111111° сх. д.

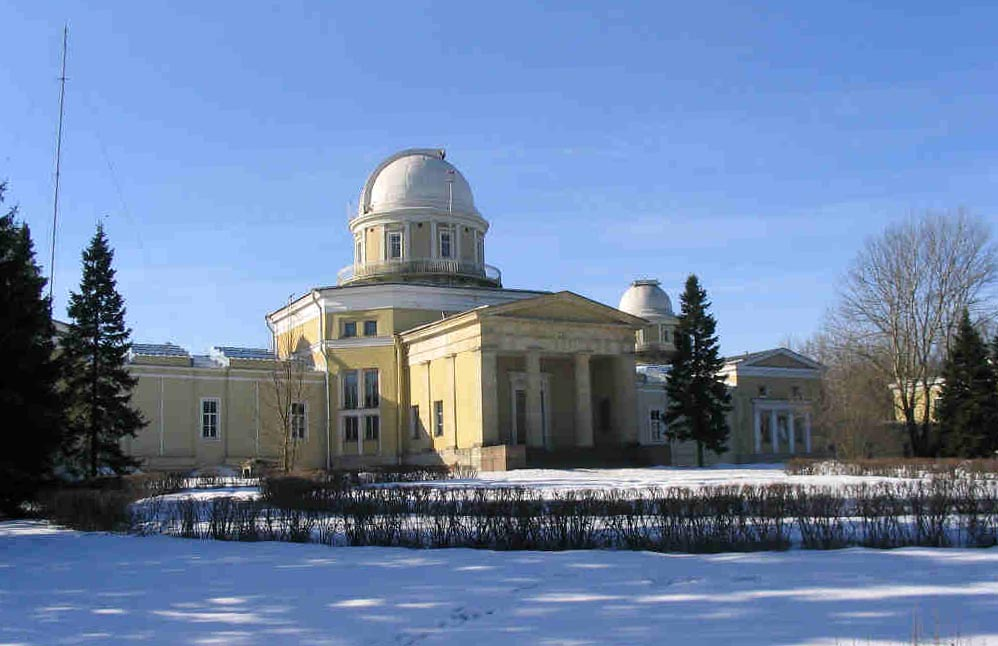
Пулковська обсерваторія. 2004.

Пулковська обсерваторія (повна офіційна назва — «Головна (Пулковська) астрономічна обсерваторія Російської академії наук», скорочене — ГАО РАН) — основна астрономічна обсерваторія Російської академії наук, розташована за 19 кілометрів на південь від Санкт-Петербурга на Пулковських висотах (75 метрів над рівнем моря). Вважається Світовою спадщиною.

## Історія створення

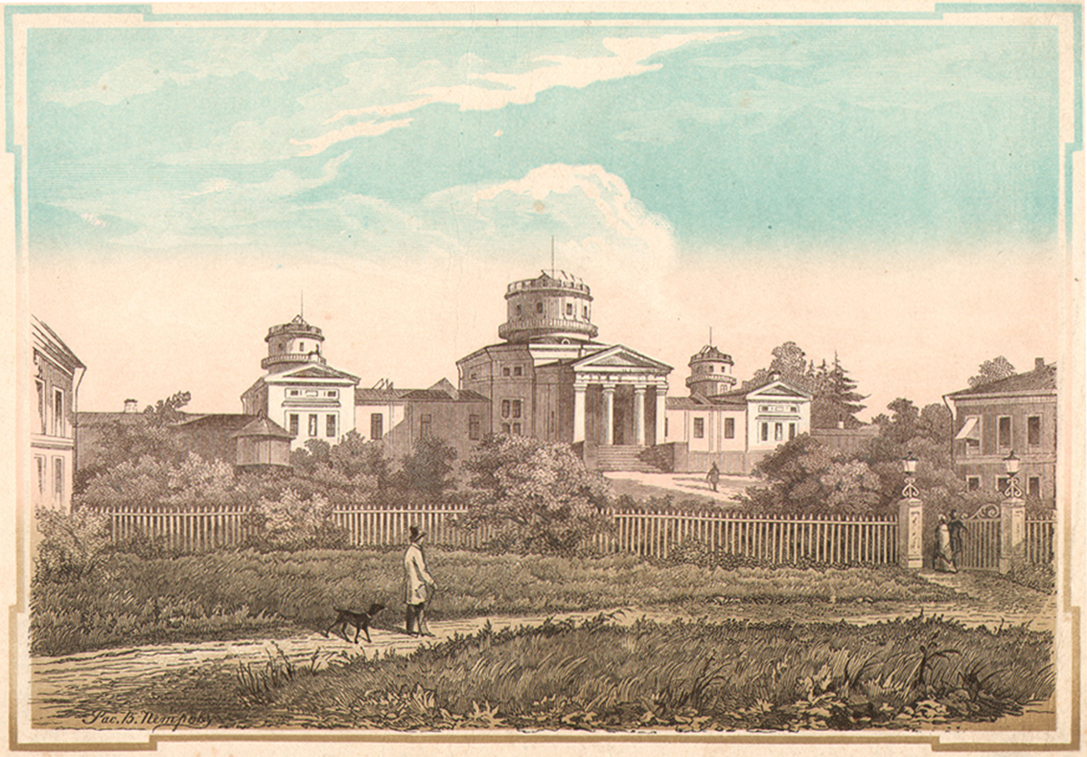
Пулковська обсерваторія. 1855.

Миколаївська Головна астрономічна обсерваторія РАН, натепер Головна Астрономічна Обсерваторія РАН (ГАО РАН), відоміша як Пулковська обсерваторія, спочатку була задумана як центральна астрономічна установа Росії. Будівництво і оснащення здійснювалося під спостереженням і безпосереднім керівництвом її першого директора, академіка Василя Яковича Струве (Фрідріха Георга Вільгельма Струве). Автором архітектурного ансамблю став Олександр Брюллов. Урочисте відкриття відбулося 19 серпня 1839.
До 1839 року найбільшою в Росії вважалася петербурзька Академічна обсерваторія. Але її невдале розташування і місто, що постійно зростало, змусили вчених шукати нове місце. 1827 року Петербурзька Академія наук ухвалила рішення про створення нової астрономічної обсерваторії. 1833 року комісія у складі академіків Василя Струве, Єгора Паррота, Вікентія Вишневського і Павла Фусса під керівництвом адмірала Олексія Грейга (засновника і будівельника Миколаївської морської обсерваторії) почала розробку проекту.
У квітні 1834 імператор Микола I схвалив вибір місця будівництва майбутньої обсерваторії (Пулковські пагорби), передав Академії наук земельну ділянку площею 20,5 десятин (22,40 гектара), і видав указ про заборону будь-якого будівництва на прилеглих територіях (ближче однієї версти від південної межі) без дозволу директора обсерваторії.
Пасмо, що зветься нині «Пулковськими висотами», складається з трьох пагорбів і розташоване на південь від Санкт-Петербурга. Обсерваторію побудували на найвищому, центральному, пагорбі. Його висота досягає 74,9 м над рівнем моря.

## Наукова діяльність
Наукова діяльність обсерваторії охоплює практично всі пріоритетні напрями фундаментальних досліджень сучасної астрономії: небесна механіка і зоряна динаміка, астрометрія (геометричні і кінематичні параметри Всесвіту), Сонце і сонячно-земні зв'язки, фізика і еволюція зір, апаратура і методика астрономічних спостережень.
У Пулково було розроблено загальноприйняту дотепер методику астрометричних спостережень для визначення точного розташування зір. Застосування цієї методики дозволило підвищити точність позиційних спостережень у Пулкові в 3-5 разів порівняно з досягнутою у той час провідними обсерваторіями світу (Гринвіцькою і Паризькою).
Пулковські абсолютні каталоги положень зір, складені і опубліковані під керівництвом Василя Струве та його послідовників, здобули обсерваторії світове визнання, що знайшло відображення в титулі «астрономічної столиці світу», наданому Пулковській обсерваторії ще в XIX ст. американським астрономом Бенджаменом Гулдом. Ці каталоги лягли в основу всіх створених у XIX і XX ст. фундаментальних координатних астрометричних систем. Крім того, у Пулкові створено каталоги відносних власних рухів зір і галактик на основі фотографічних спостережень. Проведено багаторічні дослідження зір із планетними системами (так звані «темні супутники зірок»). Розроблено теорію атмосферної рефракції.
Дослідження академіка Аристарха Бєлопольського і його учнів здобули світову славу астрофізичним дослідженням Пулковської обсерваторії. У Пулкові було проведено низку спостережень, що привели до видатних астрономічних відкриттів: визначення швидкості обертання великих планет, експериментальне підтвердження фрагментарності кілець Сатурна, фундаментальні дослідження зірок із змінними променевими швидкостями, дослідження диференціального обертання Сонця, виявлення неодночасності затемнення в подвійних зоряних системах типу алголів (ефект Тихова-Нордманна), астрофізичні дослідження планети Марс, доказ швидкого обертання зірок ранніх спектральних класів, осмислення еволюційного значення цього факту. Низку фундаментальних робіт було виконано в Симєїзькому відділенні Пулковської обсерваторії (з 1945 — Кримська астрофізична обсерваторія).
Встановлено фундаментальні для геліофізики експериментальні факти: протуберанці і корона справді є сонячними утвореннями, а не артефактами спостережень, форма корони пов'язана з фазою 11-річного сонячного циклу. Проведено перші вітчизняні спостереження сонячної корони поза затемненням і розпочато її регулярні спостереження. Вперше виявлено холодне світіння гелію та іонізованного кальцію у високотемпературній плазмі корони. За даними багаторічних спостережень відкрито другий максимум (потужності) в 11-річному циклі активності Сонця (так званий максимум Гневишева). На основі спостережень першої радянської стратосферної сонячної обсерваторії, розробленої і створеної ГАО, виявлено фотосферні гранули діаметром менше 200 км.
У Пулковській обсерваторії було створено «Великий пулковський радіотелескоп» (БПР) — прообраз найбільшого у світі радіотелескопа РАТАН-600; розроблено технічне завдання, науково-технічне обґрунтування на найбільший у світі (на той час) 6-метровий телескоп БТА, встановлений у Спеціальній астрофізичній обсерваторії.

## Директори Пулковської обсерваторії
1. 1839—1862   Струве Василь Якович
2. 1862—1889   Струве Отто Васильович
3. 1890—1895   Бредіхін Федір Олександрович
4. 1895—1916   Баклунд Оскар Андрійович
5. 1916—1919   Бєлопольський Аристарх Аполлонович
6. 1919—1930   Іванов Олександр Олександрович
7. 1933—1937   Герасимович Борис Петрович
8. 1937—1944   Белявський Сергій Іванович
9. 1944—1946   Неуймін Григорій Миколайович
10. 1947—1964   Михайлов Олександр Олександрович
11. 1964—1979   Крат Володимир Олексійович
12. 1979—1982   Тавастшерна Кирило Миколайович (в.о.)
13. 1983—2000   Абалакін Віктор Кузьмич
14. від 2000   Степанов Олександр Володимирович

## Сьогодення
1997 року указом президента РФ обсерваторію включено до переліку особливо цінних об'єктів культурної спадщини народів Росії.
Пулковська обсерваторія, очолювана нині доктором фізико-математичних наук Олександром Степановим, досі не втратила репутації. Багато російських і зарубіжних обсерваторій створювалися за безпосередньої участі її фахівців. Однією з сильних сторін установи залишається міжнародна наукова співпраця, виражена участю в Комісіях Міжнародного астрономічного союзу, Міжнародного геодезичного і геофізичного союзу, Міжнародного наукового радіосоюзу.
ГАО РАН активно проводить спільні наукові роботи в рамках підписаних договорів і угод про науково-технічну співпрацю з 20 іноземними установами Великої Британії, Іспанії, США, Данії, Італії, Бельгії, Німеччині, Японії, Фінляндії, Греції та інших країн. Пулковські астрономи регулярно беруть участь в міжнародних наукових проектах, зокрема в оснащенні Міжнародної космічної станції (МКС) бортовою науковою апаратурою.
Продовжується розробка сучасного проекту Космічної астрометричної системи «Струве» під керівництвом Івана Канаєва. Також пулковські астрофізики вивчають молоді зорі і зоряні скупчення, подвійні рентгенівські зоряні системи, проводять дослідження в галузях спектрофотометрії, космомікрофізіки тощо. Успішно продовжується визначення координат тіл Сонячної системи. Зберігаються і просвітницькі традиції – регулярно організовуються екскурсії і лекційні заняття.

## Виноски
1. ↑  Єдиний державний реєстр юридичних осіб РФ
2. ↑  Постановление Правительства РФ № 527 от 10.07.2001
3. ↑  Historic Centre of Saint Petersburg and Related Groups of Monuments
4. ↑  Lutz D. Schmadel. Dictionary of Minor Planet Names. — 5-th Edition. — Berlin, Heidelberg : Springer-Verlag, 2003. — 992 (XVI) с. — ISBN 3-540-00238-3.